# 平陽県

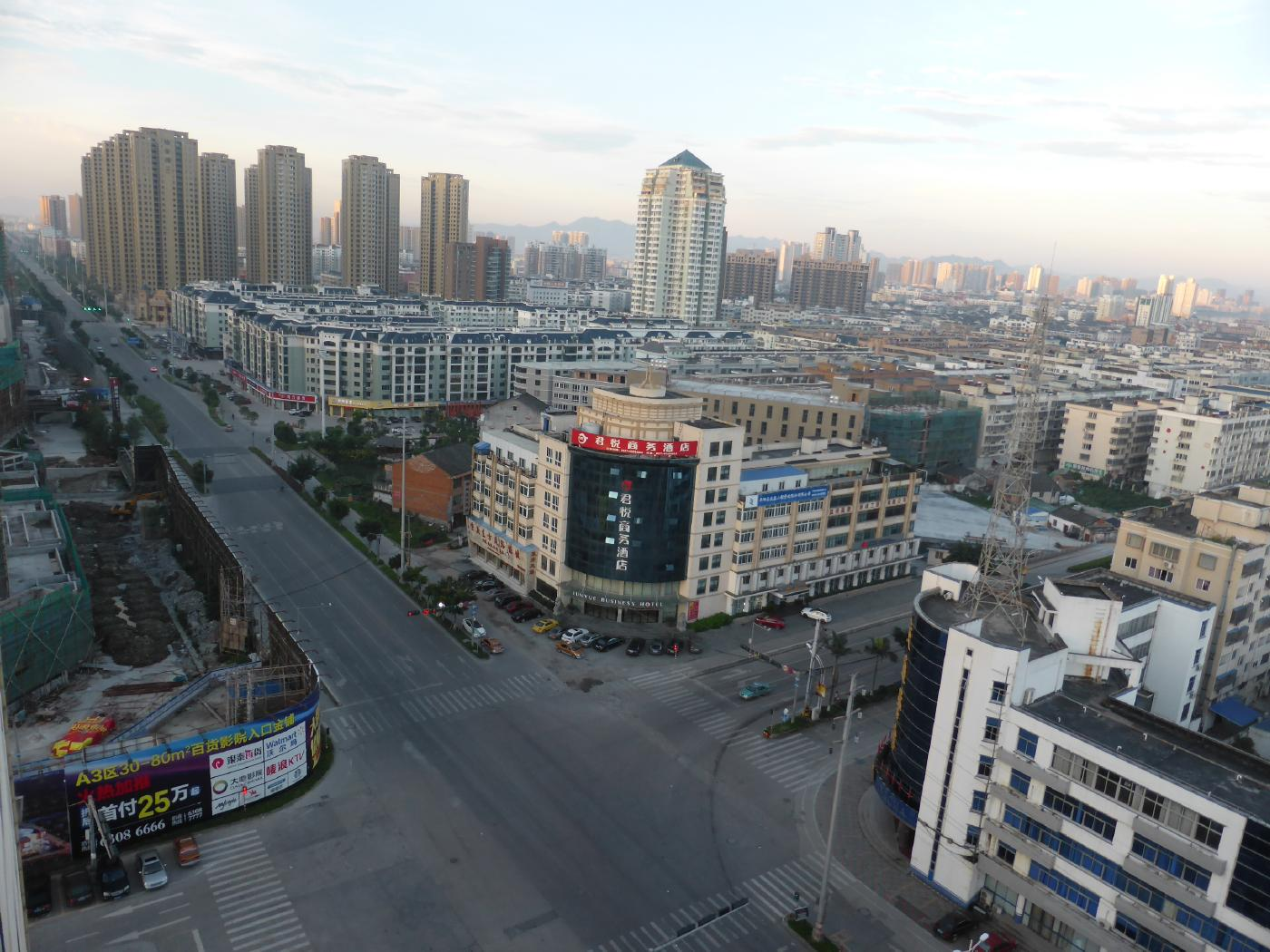
平陽国際大酒店から見た街並み

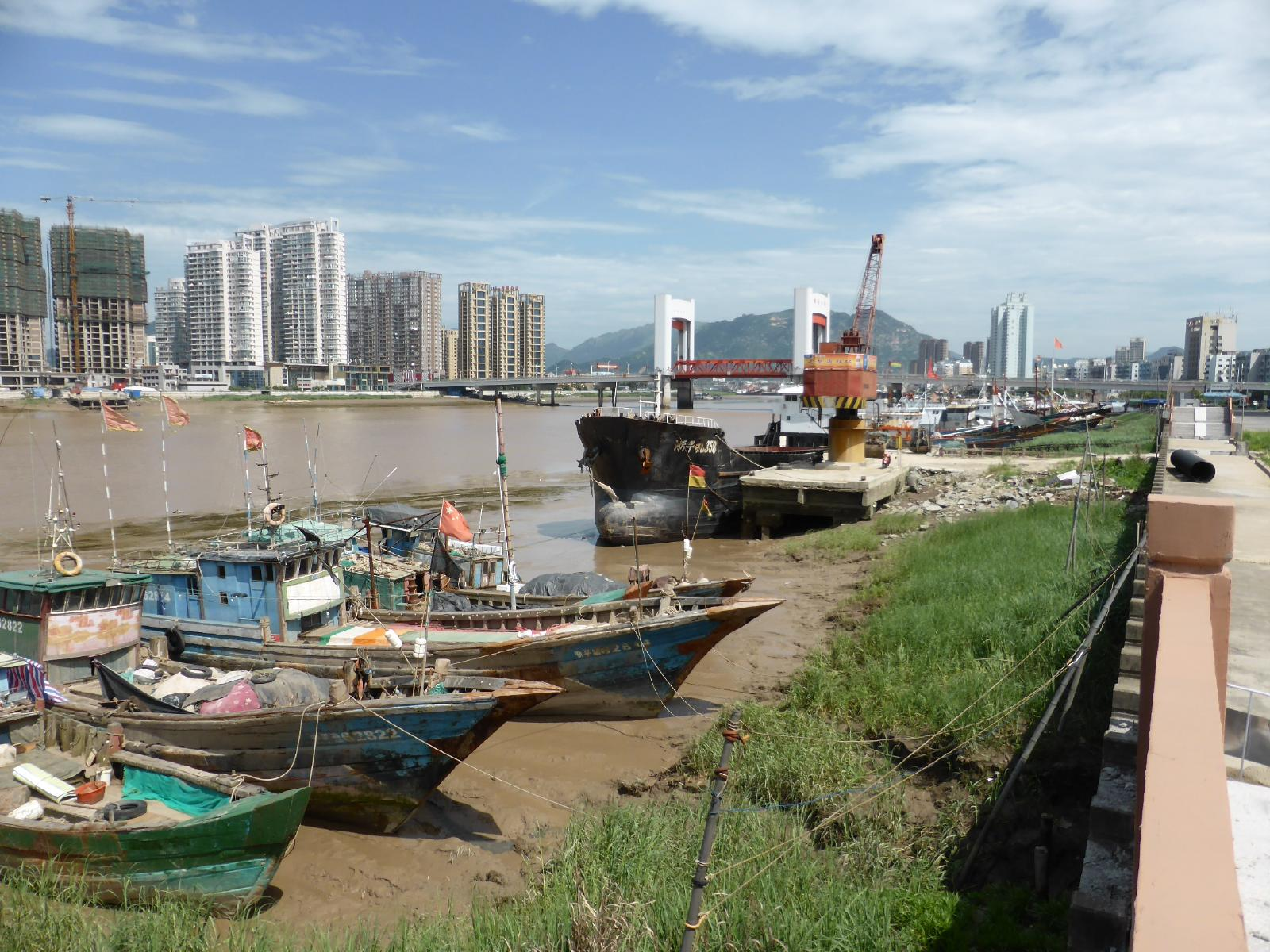
甌南大橋。手前が平陽県、対岸が竜港市。

平陽県（へいよう-けん）は中華人民共和国浙江省に位置する省直轄の県であり、しばらく温州市に代理管轄されている。

## 歴史
平陽に初めて行政区画が設置されたのは283年（太康4年）、西晋により設置された始陽県である。後に横陽県と改称されたが、589年（開皇9年）に安固県に編入、592年（開皇12年）には永嘉県に移管されている。622年（武徳5年）に一旦横陽県が復活するも627年（貞観元年）に再び安固県に編入されている。701年（長安元年）、再び横陽県が設置、914年（乾化4年）に平陽県と改称され、現在までその名称が沿襲されている。
1981年6月18日に蒼南県が分離され現在の行政範囲が確定している。

## 行政区画
- 鎮：昆陽鎮、鰲江鎮、水頭鎮、蕭江鎮、騰蛟鎮、山門鎮、順渓鎮、南雁鎮、万全鎮、海西鎮、南麂鎮、麻歩鎮、鳳臥鎮、懐渓鎮
- 郷：鬧村郷
- 民族郷：青街シェ族郷

## 交通
- 平陽駅
- 鰲江港客運站（南麂島へ行くフェリー発着場）

## 文化
平陽県順渓鎮には、順渓陳氏の本家・分家や一族の祖先を祀る宗祠など、清代に建てられた多数の建築が残り、中国の伝統的な宗族観念や風水観念を具現化した村落となっている。この順渓古建築群は全国重点文物保護単位に指定されている。また、浙江省南部一帯に残る殷周時代の支石墓が平陽県にもあり、一連の支石墓は浙南石棚墓群として同じく全国重点文物保護単位に指定されている。
平陽県はキリスト教徒が集中する地区であるが、1958年には無神論化の実験地区として山西省洪洞県とともに選ばれ、キリスト教共同体は打撃を受けた。2014年にも教会堂の撤去を巡って信者と警察が衝突する暴動が起きている。

## 出身者
- 趙起 - 清末の金銭会の乱の指導者。
- 殷汝耕 - 中華民国の政治家。冀東防共自治政府初代政務長官。
- 殷汝驪 - 中華民国の政治家。殷汝耕の兄。
- 池宗墨 - 中華民国の政治家。冀東防共自治政府秘書長。後に第2代政務長官となる。
- 蘇歩青 - 数学者。